# Sardinella albella
La alaccia asiatica (Sardinella albella Valenciennes 1847), conosciuta anche come sardinella bianca, è un pesce marina appartenente alla   famiglia Clupeidae.